# Giovanni di Tino Malatesta
Giovanni de Tino Malatesta, també anomenat Gianni o Zannetino va ser un noble italià de la família Malatesta.
Va ser fill de Tino i net de Gianciotto Malatesta. Va ser creat cavaller el 1324 amb altres membres de la seva família, a la qual, segons Jones, va servir sempre amb fidelitat. Va viure a la contrada de Santa Maria in Corte.
Va ser membre del consell general de Rimini i governador de la ciutat d'Ascoli, de la qual va ser expulsat el 1355. Va tenir també sota la seva jurisdicció les terres de San Mauro, que el 1361 va fortificar, gràcies al permís del cardenal Albornozzo, per defensar-la de les companyies de mercenaris que hi havia a la Romanya. Alguns autors diuen que va morir el 1373, tot i que posteriorment s'ha dit que la seva mort va ser el 1375.
Es desconeix qui era la seva muller, si bé sense cap autoritat s'ha afirmat que era Violante dalla Faggiuola. En tot cas, va tenir nou fills: Tino, Pandolfo, Galeotto, Malatesta, Ludovico, Carlo, Ramberto, Filippo i Niccola, dels quals cinc d'ells van ser també membres del consell general de Rimini en la seva renovació el 1398.